# Has
Has (Hs, łac. hassium), czasem błędnie nazywany hass, wcześniej unniloctium (Uno) – pierwiastek chemiczny, metal przejściowy. Nazwa pochodzi od jednego z niemieckich krajów związkowych – Hesji.
Ma właściwości chemiczne podobne do osmu, podobnie jak on tworzy czterotlenek o wzorze chemicznym HsO4.

## Historia
Pierwsze doniesienia o odkryciu pierwiastka 108 pochodzą z lat 60. XX w., kiedy to rosyjski naukowiec, Wiktor Czerdyncew, ogłosił jego odkrycie w minerale molibdenicie i nadał mu nazwę sergenium (pol. „sergen”), co nie zostało jednak uznane przez środowisko naukowe. Pierwiastek ten został otrzymany po raz pierwszy w wyniku bombardowania tarczy z 207Pb i 208Pb atomami 58Fe. Pierwszeństwo odkrycia jest kontrowersyjne. Eksperyment ten wykonano w roku 1983 w Zjednoczonym Instytucie Badań Jądrowych w Dubnej i w roku 1984 w Instytucie Badań Ciężkich Jonów w Darmstadt (zespół kierowany przez Petera Armbrustera i Gottfrieda Münzenberga). Ostatecznie wyniki z roku 1984 zostały uznane przez komitet IUPAC/IUPAP za bardziej przekonywające i pierwszeństwo odkrycia przyznano zespołowi niemieckiemu. Odkrywcy zaproponowali dla nowego pierwiastka nazwę hassium, natomiast IUPAC proponował hahnium (Hn) na cześć Otto Hahna. Spór ten został rozstrzygnięty dopiero w latach 90.: w roku 1990 American Chemical Society zaczęło stosować nazwę hassium i w roku 1997 IUPAC ostatecznie zaakceptował tę nazwę.